# Shiloh (película)
Shiloh es una película de drama familiar estadounidense de 1996 producida y dirigida por Dale Rosenbloom. Se proyectó en el Heartland Film Festival en 1996, pero su estreno general se produjo el 25 de abril de 1997. El libro original del mismo nombre fue escrito por Phyllis Reynolds Naylor. Hay dos secuelas, Shiloh 2: Shiloh Season (1999) y Saving Shiloh (2006), ambas dirigidas por Sandy Tung y distribuidas por Utopia Pictures.

## Reparto
- Michael Moriarty como Raymond "Ray" Preston
- Blake Heron como Martin "Marty" Preston[2]
- Scott Wilson como Judd Travers
- Ann Dowd como Louise "Lou" Preston
- J. Madison Wright como Samantha "Sam" Wallace
- Shira Roth como Dara Lynn Preston
- Tori Wright como Rebecca "Becky" Preston
- Bonnie Bartlett como la Sra. Wallace
- Rod Steiger como Dr. Wallace
- Frannie como Shiloh

## Recepción
Roger Ebert le dio a la película 3.5 estrellas sobre 4, calificándola de "una historia notablemente madura y compleja sobre un niño que ama a un perro y no puede soportar que lo maltraten" y que "trata cuestiones morales reales: la propiedad, la responsabilidad y honestidad y si existe un bien superior que justifique romper las reglas ordinarias". En Rotten Tomatoes tiene una calificación del 73% según reseñas de 11 críticos.